# Begonia clypeifolia
Espèce
Begonia clypeifolia est une espèce de plantes de la famille des Begoniaceae.
L'espèce fait partie de la section Scutobegonia.
Elle a été décrite en 1871 par Joseph Dalton Hooker (1817-1911).

## Répartition géographique
Cette espèce est originaire des pays suivants : Gabon ; Zaire.

## Liste des sous-espèces
Selon World Checklist of Selected Plant Families (WCSP) (6 février 2017) :
- sous-espèce Begonia clypeifolia subsp. celer Sosef (2014)
- sous-espèce Begonia clypeifolia subsp. clypeifolia
- sous-espèce Begonia clypeifolia subsp. mayombensis Sosef (2014)

Selon Tropicos (6 février 2017) (Attention liste brute contenant possiblement des synonymes) :
- sous-espèce Begonia clypeifolia subsp. celer Sosef
- sous-espèce Begonia clypeifolia subsp. clypeifolia
- sous-espèce Begonia clypeifolia subsp. mayombensis Sosef